# Елеваторне (Василівський старостинський округ)
Елеваторне (в минулому  — селище Новоселівського елеватора) — селище в Україні, у Березанській селищній громаді Миколаївського району Миколаївської області. Належить до Василівського старостинського округу. Населення становить 41 особу.